# Мышмаш
Мышмаш — река в России, протекает в Вологодской области, в Нюксенском районе. Устье реки находится в 7 км по правому берегу реки Леваш. Длина реки составляет 10 км.
Исток Леваша находится в болотах на Галичской возвышенности в 44 км к востоку от села Нюксеница близ границы с Кичменгско-Городецким районом. Течёт по ненаселённой лесной местности на северо-запад.

## Данные водного реестра
По данным государственного водного реестра России относится к Двинско-Печорскому бассейновому округу, водохозяйственный участок реки — Северная Двина от начала реки до впадения реки Вычегда, без рек Юг и Сухона (от истока до Кубенского гидроузла), речной подбассейн реки — Сухона. Речной бассейн реки — Северная Двина.
По данным геоинформационной системы водохозяйственного районирования территории РФ, подготовленной Федеральным агентством водных ресурсов: 
- Код водного объекта в государственном водном реестре — 03020100312103000009401
- Код по гидрологической изученности (ГИ) — 103000940
- Код бассейна — 03.02.01.003
- Номер тома по ГИ — 03
- Выпуск по ГИ — 0